# Municipio de Coahuayana
El municipio de Coahuayana es uno de los 113 municipios que componen el estado de Michoacán. Está localizado en la región suroeste del estado y posee un área de 366 km² y 17 022 habitantes. La cabecera municipal es la ciudad de Coahuayana de Hidalgo.

## Toponimia
El nombre proviene del náhuatl y significa ‘lugar donde abundan los árboles y calabazas‘ por resultar de la combinación de los vocablos coahuitl y ayotl que se traducen cono ‘árbol’ y ′calabaza’ respectivamente, y acan que es ‘lugar de’.

## Ubicación, superficie y límites
El municipio de Coahuayana se ubica al suroeste del estado de Michoacán de Ocampo, entre las latitudes 18°37'25.32" N y 18°53'35.52" N y las longitudes 103°44'16.80" O y 103°30'25.20" O.
Posee una superficie de 366 km². Limita al norte y oeste con el estado de Colima, al este con el municipio de Chinicuila, al sur con el municipio de Aquila, y al oeste con el océano Pacífico. En curso inferior del río Coahuayana define el límite entre este municipio y el estado de Colima.
Junto con los municipios de Aquila, Arteaga, Coalcomán de Vázquez Pallares, Chinicuila, Lázaro Cárdenas y Tumbiscatío, integra la región 9. Sierra-Costa del estado de Michoacán.

## Población
La población total del municipio de Coahuayana es de 17 022 habitantes, lo que representa un incremento promedio de 1.9 % anual en el período 2010-2020 sobre la base de los 14 136 habitantes registrados en el censo anterior. Con 366 km² de superficie, al año 2020 el municipio tenía una densidad de 46,51 hab/km².
| Gráfica de evolución demográfica de Municipio de Coahuayana entre 2000 y 2020 |
|                                                                               |
| Fuente: Instituto Nacional de Estadística Geografía e Informática             |

En el año 2010 estaba clasificado como un municipio de grado medio de vulnerabilidad social, con el 16.49 % de su población en estado de pobreza extrema.
La población del municipio está mayoritariamente alfabetizada (12.56 % de personas analfabetas al año 2010) con un grado de escolarización superior a los 6 años. Solo el 1.57 % de la población se reconoce como indígena.

### Localidades
En el censo de 2020 el municipio de Coahuayana contaba con 69 localidades.
| Código INEGI      | Localidad             | Población (2020) |
| ----------------- | --------------------- | ---------------- |
| 160140001         | Coahuayana de Hidalgo | 5 886            |
| 160140051         | El Ranchito           | 3 278            |
| 160140016         | Coahuayana Viejo      | 2 860            |
| Otras localidades | Otras localidades     | 4 998            |
| Total municipal   | Total municipal       | 17 022           |

## Economía
Las principales actividades económicas del municipio son el comercio minorista, la prestación de servicios generales (no gubernamentales) y en menor medida los servicios vinculados al alojamiento temporal y la elaboración de alimentos y bebidas.
Hacia el 2005, aproximadamente 77 000 hectáreas del municipio estaban destinadas a la agricultura, algo más de 6000 estaban ocupadas por pastizales y unas 18 000 estaban cubiertas por bosques y selvas. Los principales cultivos son el plátano, el limón, el coco y el melón.